# BRP Waray
Le BRP Waray (LC-288) est une péniche de débarquement lourde de la marine philippine (PN). De 1972 à 2012, il a servi dans la Royal Australian Navy sous le nom de HMAS Betano (L 133). Il a été désarmé en décembre 2012 et a été stocké jusqu’à ce qu’il soit vendu par le gouvernement australien à la marine philippine pour aider à améliorer les capacités du pays en matière d’aide humanitaire et de secours en cas de catastrophe.
Avant d’être mis en service par la marine philippine, le navire, ainsi que les anciens HMAS Balikpapan (L 126) et HMAS Wewak (L 130), ont subi des travaux de rénovation, de radoub et d’entretien à Cebu pendant quelques mois.
Le navire a été mis en service par la marine philippine, avec deux autres sister-ships et un nouveau Landing Platform Dock, le 1er juin 2016 à Manille.
Selon les conventions de nommage de la marine philippine, le BRP Waray et ses navires jumeaux, les péniches de débarquement lourdes de classe Balikpapan BRP Iwak, BRP Agta, BRP Batak (LC-299, ex-HMAS Tarakan) et BRP Ivatan (LC-298, ex-HMAS Brunei), ont tous été nommés d’après des peuples autochtones des Philippines,.

## Histoire opérationnelle
Le 20 décembre 2016, il a été annoncé que la marine philippine avait alloué la somme de 30 156 180,84 pesos philippins pour la réparation et la remise à neuf du BRP Waray, dans le cadre des efforts visant à assurer la navigabilité de tous ses navires disponibles. 
En novembre 2018, le BRP Waray a mené un programme de sensibilisation et d’éducation communautaires au profit de 2137 personnes pour lutter contre l’extrémisme violent à Barangay Doña Consuelo, Ozamiz , Misamis occidental. L’équipage du BRP Waray a par la suite reçu la Médaille du mérite militaire pour sa participation à l’opération.
En décembre 2018, le BRP Waray, en collaboration avec le BRP Agta (LC-290), le Multi-Purpose Attack Craft (MPAC) Mk 1 (BA-484), le BRP Juan Magluyan (PC-392), le Corps des Marines des Philippines et les unités du Groupe des opérations spéciales navales, a mené une opération amphibie sur l’île de Minis à Patikul, province de Sulu. L’opération amphibie a abouti à la neutralisation de sept bandits d’Abou Sayyaf, l’arrestation de 10 individus et la récupération de plusieurs armes à feu et autres matériels de guerre
. L’équipage du BRP Waray a par la suite reçu la Croix de bronze pour sa participation à l’opération.
En juin 2019, le BRP Waray et le personnel de l’unité 62 du service de renseignement naval et de l’unité 6 des opérations spéciales navales ont intercepté au large de la ville de Zamboanga le Lady Rosmina, sur la base d’une information selon laquelle il menait de la traite des êtres humains. Plus de 100 victimes ont été secourues. Elles devaient être emmenées en Malaisie via Tawi-Tawi.
En décembre 2021, le BRP Waray a navigué vers Palawan pour apporter des colis de secours aux habitants touchés par le typhon Odette. Le navire a quitté Sangley Point, dans la ville de Cavite, transportant 91 tonnes de biens de secours et d’autres articles essentiels. Cette cargaison a été chargée grâce à l’aide du personnel de la flotte philippine. Dès l’arrivée du navire à El Nido, Palawan, elle a été distribuée immédiatement aux familles qui ont été touchées par le typhon Odette. Le BRP Waray, dirigé par le commandant Danish Ruiz, a ainsi démontré sa capacité à transporter de grandes quantités de matériel logistique et de denrées alimentaires.
Le BRP Waray a poursuivi ses activités d’aide humanitaire en janvier 2022. Le 6 janvier, il se trouvait à la jetée de Liminangcong, Taytay (Palawan). Le BRP Waray s’est joint aux activités de déchargement de près d’une centaine de tonnes de biens de secours avec les membres de l’embarcation d’assaut polyvalente (MPAC) BA-484 de la Marine, la Garde côtière philippine, l’équipe de débarquement du bataillon des Marines 3, le Groupe civilo-militaire de la Marine philippine et les représentants des unités gouvernementales locales. Le même jour, il a transféré trois tonnes de biens de secours au BRP Jose Rizal (FF-150) via le BA-484 dans les eaux au large de l’île de Miniloc, à El Nido, Palawan. Ces colis étaient destinés aux habitants de Macarascas, dans la ville de Puerto Princesa.
En octobre 2024, le BRP Waray a participé aux exercices conjoints annuels entre la marine philippine et plusieurs marines alliées. D’une durée de neuf jours, les exercices se sont déroulés en mer de Chine méridionale, près de la côte nord de Luçon, une province faisant face au détroit de Taïwan. Axés sur la lutte anti-sous-marine, anti-surface et anti-aérienne, ils ont été conçus pour améliorer l’interopérabilité des marines participantes et renforcer les liens de sécurité entre les partenaires régionaux. Ils ont été nommés « Sama Sama » (« unité » ou « ensemble » en tagalog) et ont réuni environ 1000 marins d’Australie, du Japon, de France, du Canada, des États-Unis et des Philippines. Le Royaume-Uni a envoyé des observateurs. Les participants ont également suivi une formation spécialisée dans un large éventail de disciplines, notamment la médecine, les opérations juridiques, l’ingénierie, la logistique et les affaires publiques. Pour ces exercices, les États-Unis ont déployé le destroyer lance-missiles guidé de classe Arleigh Burke USS Howard (DDG-83) et un avion de patrouille maritime P-8A Poseidon. Les Philippines ont envoyé (outre le BRP Waray) le BRP Jose Rizal (FF 150), le BRP Nestor Reinoso (PC-380), un groupe de reconnaissance de la force d’opérations spéciales navales 2, et des unités de soutien comprenant une équipe médicale et une équipe des médias. La Marine royale canadienne a envoyé la frégate de classe Halifax NCSM Vancouver (FFH 331) et un hélicoptère Sikorsky CH-148 Cyclone. La Force maritime d'autodéfense japonaise a participé avec un avion amphibie ShinMaywa US-2 et un avion de patrouille maritime Kawasaki P-1,.